# Гончаренко Олексій Геннадійович
Олексі́й Генна́дійович Гончаре́нко (нар. 14 липня 1972, Київ) — український телевізійний ведучий, продюсер, актор, контент-мейкер. Засновник та генеральний продюсер студії «Friends production». Продюсер популярних проектів на українському телебаченні: мюзикл «За двома зайцями», телевізійні шоу «Танці з зірками», «Фабрика зірок», «Богиня шопінгу» та багато інших.

## Життєпис
Народився Олексій 14 липня 1972 року в Києві. Мати Світлана Гончаренко — кандидат психологічних наук, працювала провідним науковим співробітником в Інституті психології імені Григорія Костюка Національної академії педагогічних наук України. 
У 1993 році закінчив Київський національний університет театру, кіно і телебачення імені Івана Карпенка-Карого. Спеціалізація — актор театру і кіно. 
В період 1993—1997 роках працював актором в Національному академічному драматичному театрі імені Лесі Українки. Пішов з театру через різні погляди з керівником театру Резніковичем Михайлом Ієрухімовичем.
У 1998 році почав працювати на телеканалі «Інтер». Телевізійна кар’єра почалась зі знайомства з Владом Ряшіним та створення програми «НЛО».  У 1998 – 2000 роках програма «НЛО» регулярно виходила в ефір на телеканалі «Інтер».
У 2001—2002 роках працював на телеканалі «Інтер» керівником та телевізійним ведучим програми «Музичний кіоск», а в період 2002—2003 роках — телевізійним ведучим програми «Божевільний світ».
В період 2001—2003 роках були зняті новорічні мюзикли «Вечори на хуторі біля Диканьки», «За двумя зайцами».
З 2003 по 2006 роки очільник компанії «Мелорама продакшн». 
З березня 2006 року працював директором з теле-, кіновиробництва в компанії «Star Media». В цей період продюсував такі проекти: «Ключовий момент», «Вечірній квартал», «Містер Кук», «Танці з зірками» (три сезони).
У 2009 році заснував власну продюсерську компанію під брендом «Friends production». За свою історію компанія виробила широкий спектр розважального контенту для різних цільових аудиторій: як власні оригінальні формати, так і адаптації світових шоу. «Танці з зірками», «Фабрика зірок», «Богиня шопінгу» (автор формату), «Панянка-Селянка» (співавтор формату), «Ало, директор?!», «Від пацанки до панянки», «Моду народу», «Шоу №1», «Битва салонів», «Подіум», «Дивовижні люди» — це далеко не повний перелік проєктів, створених «Friends Production» для телеканалів Студія «1+1», «Україна», «Новий Канал», «Інтер», ICTV, ТЕТ. На сьогодні продакшн-студія складається з групи компаній, що виробляють телевізійні продукти.
У 2024 році Олексій Гончаренко дав великі інтерв'ю Олексію Суханову для YouTube-каналу «Говорить Суханов» та Світлані Леонтьєвій на телеканалі «ДІМ», де розповів про свої творчі плани, погляди на розвиток української культури та власні життєві принципи .

## Творчість

### Акторська діяльність
На початку кар’єри знімався у двох кінокартинах. У стрічці «Круїз, або Розлучна подорож ‎ », 1991 рік зіграв роль кока, а у фільмі «Приятель небіжчика» знявся в ролі Вадима Семеновича.

### Продюсерська діяльність
Фільми та серіали: «Професор у законі» (2006), «Дивне Різдво» (2006), «Їсти подано» (2006), «Вітання Вам!» (2007), «Третій зайвий» (2007), «Уроки спокуси» (2008), «Право на Надію» (2008), «Не підганяй кохання» (2008), «Тато напрокат» (2008), «Реквієм для свідка» (2008), «Неодинокі» (2009), «День залежності» (2009), «Ластівчине гніздо» (2011), «Курс щасливого життя» (2024, на телеканалі "ДІМ"), «Анатомія дива» (2024, на телеканалі 1+1). 
Мюзикли і музичні комедії: «Вечори на хуторі біля Диканьки» (2001), «За двома зайцями» (2003), «Сорочинський ярмарок» (2004), «Снігова королева» (2003), «Три мушкетери» (2004). 
Телевізійні шоу: «Від пацанки до панянки» (перший показ 2016 рік, реаліті-шоу, Новий канал), «Шоу №1» (музичне шоу, 2011 рік, телеканал Інтер), «Богиня шопінгу» (розважальне шоу, 2014 – по сьогоднішній день, телеканал ТЕТ, автор формату), «Ключовий момент», «Містер Кук», «Танці з зірками» (шоу, 2006 рік, телеканал 1+1), «Фабрика зірок 2», «Фабрика зірок 3» (музичне талант-реаліті-шоу, 2008, 2009 роки, Новий канал), «Панянка-селянка» (реаліті-шоу, 2014 - 2020 роки, телеканал ТЕТ, соавтор формату), «Одруження наосліп» (7 сезон, реаліті-шоу, 2021 рік, телеканал 1+1), «Дивовижні люди» (розважальне шоу, 2019 рік, телеканал Україна), «Моя суперродина» (2023), «Він готує, вона керує» (2023), «Неймовірні дуети» (2024), «Міняю жінку» (2024, 16 сезон, 12 випусків)  та багато інших. 
2022 року здійснював організацією національного відбору Євробачення та виступ гурту Kalush Orchestra.

## Особисте життя
Одружений із Ілоною Гончаренко. Пара виховує двох доньок — Олександру та Катерину. 

## Цікаві факти
Найбільш популярний запит про Олексія Гончаренко в пошуку Google: «Олексій Гончаренко чому лисий?». Як сам Олексій відповідає на це запитання в інтерв’ю видавництву Медіаняня: «Історія з моїм облисінням сталася, коли я ще «Танці» робив. Пам'ятаю, комплексував, а Володя Зеленський якось зняв із мене цю кепку: «Все, Олексію, звикай. Так буде». Як мені пояснив лікар, стрес б'є по різних органах: у когось — по серцю, у когось — на шлунку позначається, у когось інсульт на фоні стресу. А у вас, каже, стрес ударив по волосяних фолікулах. Для жінки це було б трагічно, а для чоловіка – ну що ж. Як-то кажуть, вашому типу краси це підходить. Слава Богу, голова не квадратна (сміється).»
Під час виступу зі сцени Жовтневого палацу в листопаді 2022 року Олексій розкрив одну з таємниць першого сезону проєкту «Танці з зірками», в якому брала участь Руслана Писанка: «Ніхто ніколи про це не говорив, ні разу публічно ніде не звучало, – продовжив Олексій Гончаренко, поглядуючи на чоловіка Руслани Писанки, який сидів в перших рядах глядацького залу. – Нехай не ображається на мене Ігор, але це було задовго до його зустрічі з Русланою. Писанка  була закохана в свого партнера по «Танцям» (ред.: Микола Коваленко). Вона не танцювала на паркеті, а літала. Перед кожним ефіром: «Тягніть щільніше костюм!» Всі боялися, ці деталі корсету порвуться прямо під час прямого ефіру!» 
Олексій зізнався, що познайомився з Русланою Писанкою ще під час навчання в Київському державному інституті театрального мистецтва ім. Карпенка-Карого: «Познайомилися в черзі за стипендію. Вона стояла за мною, але я забув попередити, що зайняв місце ще товаришам… І коли підійшли чоловік десять, Руслана так відкрила рота, що ми один одного запам’ятали». «А згодом ще одна наша подруга – Оксана Байрак, яку пригрозили відрахувати з вузу через те, що десь тинялася світами зі зйомками, попросила їй допомогти, – згадує Олексій. – Каже Руслані: ти будеш Проня Прокопівна, мені: а ти Голохвастов. Ми так гарно зіграли сцену під керівництвом Байрак, що її залишили на курсі». «Не знаю, правда, добре це чи ні», - додав Олексій Гончаренко 